# Siarheï Kastsitsyne
Pour les articles homonymes, voir Kostitsyne.
Siarheï Alehavitch Kastsitsyne (en biélorusse, Сяргей Але́гавіч Касьціцын) ou Sergueï Olegovitch Kostitsyne (en russe Сергей Олегович Костицын) et en anglais Sergei Kostitsyn, né le 20 mars 1987 à Navapolatsk (RSS de Biélorussie, en URSS), est un joueur professionnel biélorusse de hockey sur glace. Il obtient la nationalité russe en 2014. Il est le frère du joueur de hockey sur glace Andreï Kastsitsyne.

## Carrière

### Carrière de joueur
En 2002, il commence sa carrière au Polimir Novopolotsk dans le championnat de Biélorussie, mais il rejoint en 2003 le HK Gomel.
De 2005 à 2007, il joue pour les Knights de London dans la Ligue de hockey de l'Ontario. Lors du repêchage d'entrée dans la LNH 2005, il a été choisi à la 200e position au cours de la septième ronde par les Canadiens de Montréal. En 2007, il débute avec le club-école des Canadiens, les Bulldogs de Hamilton dans la Ligue américaine de hockey. Il a débuté dans la LNH avec les Canadiens le 13 décembre 2007 contre les Flyers de Philadelphie. Deux jours plus tard, il obtient son premier point — une passe — contre les Maple Leafs de Toronto. Il marque son premier but le 20 décembre lors d'une partie contre les Capitals de Washington.
Il a évolué avec son frère Andreï chez les Canadiens de Montréal. Sergueï et Andreï sont devenus le plus récent duo de frères à avoir marqué un but dans le même match depuis les Mahovlich (1974), ayant tous deux déjoué Olaf Kölzig le 31 janvier, dans un match contre les Capitals de Washington. Ils sont aussi le premier duo de frères européens à faire partie des Canadiens de Montréal. Au cours des séries 2007-2008, ils ont joué sur le même trio pour plusieurs matches.
Il a joué son premier match en série éliminatoire le 10 avril 2008 où il a marqué un but après seulement 34 secondes de jeu. Il a évolué avec son frère Andreï chez les Canadiens de Montréal.
Durant la saison 2008-2009, Sergueï totalisera 23 points et a surtout fait parler de lui pour son comportement hors-glace. Le 30 septembre 2009, après avoir refusé de se présenter au club-école d'Hamilton, Sergueï a annoncé qu'il demandait à être échangé. Il réintègre néanmoins leur effectif mais se voit être envoyé au terme de la saison aux Predators de Nashville. Le 30 juin 2010, il est échangé avec des considérations futures contre Dustin Boyd et Dan Ellis.
Il termine la saison 2010-2011 avec un total de 50 points, un sommet en carrière, avec les Predators de Nashville.
Le 1er janvier 2012, il réalise son premier tour du chapeau dans la LNH contre les Flames de Calgary.

### Carrière internationale
Il représente la Biélorussie dans les différentes joutes internationales. Il a participé à plusieurs Championnats du monde junior de hockey sur glace. En 2008, il participe au Championnat du monde de hockey sur glace de l'IIHF au Colisée Pepsi à Québec après que les Canadiens de Montréal furent éliminés en cinq parties par les Flyers de Philadelphie lors du second tour des séries 2007-2008.

## Trophées et honneurs personnels
Ligue de hockey de l'Ontario
- 2005 : Sélectionné par les Knights de London lors du repêchage européen de la Ligue canadienne de hockey en 57e position.
- 2005-06 : sélectionné dans la première équipe type des recrues.

Championnat du monde junior de hockey sur glace 2006 à Minsk
- Élu meilleur attaquant (meilleur buteur, meilleur passeur)
- Joueur le plus pénalisé.

## Statistiques

### Statistiques en club
| Saison     | Équipe                 | Ligue          |                   | Saison régulière  | Saison régulière  | Saison régulière  | Saison régulière  | Saison régulière  | Saison régulière  |                   | Séries éliminatoires | Séries éliminatoires | Séries éliminatoires | Séries éliminatoires | Séries éliminatoires | Séries éliminatoires |
| Saison     | Équipe                 | Ligue          | PJ                | B                 | A                 | Pts               | Pun               | +/-               | PJ                | B                 | A                    | Pts                  | Pun                  | +/-                  |                      |                      |
| 2002-2003  | Polimir Novapolatsk    | Ekstraliga     | 9                 | 1                 | 3                 | 4                 | 4                 | -                 | -                 | -                 | -                    | -                    | -                    | -                    |                      |                      |
| 2002-2003  | HK Iounost Minsk       | Ekstraliga     | 1                 | 0                 | 0                 | 0                 | 0                 | -                 | -                 | -                 | -                    | -                    | -                    | -                    |                      |                      |
| 2002-2003  | HK Gomel               | VEHL           | 2                 | 0                 | 0                 | 0                 | 0                 | -                 | -                 | -                 | -                    | -                    | -                    | -                    |                      |                      |
| 2003-2004  | HK Gomel               | VEHL           | 6                 | 0                 | 1                 | 1                 | 0                 | -                 | -                 | -                 | -                    | -                    | -                    | -                    |                      |                      |
| 2003-2004  | HK Gomel               | Ekstraliga     | 22                | 5                 | 4                 | 9                 | 4                 | -                 | 11                | 1                 | 2                    | 3                    | 8                    | -                    |                      |                      |
| 2003-2004  | HK Gomel 2             | VEHL B         | 6                 | 7                 | 2                 | 9                 | 14                | -                 | -                 | -                 | -                    | -                    | -                    | -                    |                      |                      |
| 2003-2004  | Junior Minsk           | Ekstraliga     | 3                 | 0                 | 0                 | 0                 | 0                 | -                 | -                 | -                 | -                    | -                    | -                    | -                    |                      |                      |
| 2004-2005  | HK Gomel               | Ekstraliga     | 40                | 4                 | 10                | 14                | 24                | -                 | 4                 | 2                 | 0                    | 2                    | 12                   | -                    |                      |                      |
| 2004-2005  | HK Gomel 2             | Biélorussie 2  | 6                 | 2                 | 3                 | 5                 | 34                | -                 | -                 | -                 | -                    | -                    | -                    | -                    |                      |                      |
| 2005-2006  | Knights de London      | LHO            | 63                | 26                | 52                | 78                | 78                | -5                | 19                | 13                | 24                   | 37                   | 44                   | +2                   |                      |                      |
| 2006-2007  | Knights de London      | LHO            | 59                | 40                | 91                | 131               | 76                | +38               | 16                | 9                 | 12                   | 21                   | 39                   | -2                   |                      |                      |
| 2006-2007  | HK Gomel               | Ekstraliga     | 1                 | 0                 | 0                 | 0                 | 0                 | -                 | -                 | -                 | -                    | -                    | -                    | -                    |                      |                      |
| 2007-2008  | Bulldogs de Hamilton   | LAH            | 22                | 6                 | 16                | 22                | 18                | +2                | -                 | -                 | -                    | -                    | -                    | -                    |                      |                      |
| 2007-2008  | Canadiens de Montréal  | LNH            | 52                | 9                 | 18                | 27                | 51                | +9                | 12                | 3                 | 5                    | 8                    | 14                   | +5                   |                      |                      |
| 2008-2009  | Canadiens de Montréal  | LNH            | 56                | 8                 | 15                | 23                | 60                | +1                | 1                 | 0                 | 0                    | 0                    | 2                    | 0                    |                      |                      |
| 2009-2010  | Bulldogs de Hamilton   | LAH            | 16                | 4                 | 9                 | 13                | 2                 | +2                | -                 | -                 | -                    | -                    | -                    | -                    |                      |                      |
| 2009-2010  | Canadiens de Montréal  | LNH            | 47                | 7                 | 11                | 18                | 8                 | +4                | 5                 | 0                 | 0                    | 0                    | 0                    | 0                    |                      |                      |
| 2010-2011  | Predators de Nashville | LNH            | 77                | 23                | 27                | 50                | 20                | +10               | 12                | 0                 | 5                    | 5                    | 2                    | 0                    |                      |                      |
| 2011-2012  | Predators de Nashville | LNH            | 75                | 17                | 26                | 43                | 34                | +8                | 10                | 1                 | 1                    | 2                    | 4                    | -3                   |                      |                      |
| 2012-2013  | Avangard Omsk          | KHL            | 27                | 9                 | 19                | 28                | 42                | +18               | -                 | -                 | -                    | -                    | -                    | -                    |                      |                      |
| 2012-2013  | Predators de Nashville | LNH            | 46                | 3                 | 12                | 15                | 11                | -5                | -                 | -                 | -                    | -                    | -                    | -                    |                      |                      |
| 2013-2014  | Avangard Omsk          | KHL            | 54                | 10                | 24                | 34                | 56                | -9                | -                 | -                 | -                    | -                    | -                    | -                    |                      |                      |
| 2014-2015  | Ak Bars Kazan          | KHL            | 49                | 7                 | 20                | 27                | 20                | +13               | 12                | 1                 | 2                    | 3                    | 6                    | +4                   |                      |                      |
| 2015-2016  | Torpedo Nijni Novgorod | KHL            | 51                | 10                | 10                | 20                | 40                | +2                | 11                | 2                 | 2                    | 4                    | 16                   | -1                   |                      |                      |
| 2016-2017  | HK Dinamo Minsk        | KHL            | 45                | 5                 | 21                | 26                | 42                | -7                | 5                 | 0                 | 2                    | 2                    | 4                    | -4                   |                      |                      |
| 2017-2018  | Torpedo Nijni Novgorod | KHL            | 43                | 7                 | 7                 | 14                | 14                | +4                | 4                 | 1                 | 0                    | 1                    | 0                    | -1                   |                      |                      |
| 2018-2019  | HK Dinamo Minsk        | KHL            | 60                | 5                 | 13                | 18                | 68                | -11               | -                 | -                 | -                    | -                    | -                    | -                    |                      |                      |
| 2020-2021  | Bratislava Capitals    | ICEHL          | 14                | 1                 | 3                 | 4                 | 0                 | -1                | 5                 | 2                 | 2                    | 4                    | 0                    | -2                   |                      |                      |
| 2021-2022  | HSC Csíkszereda        | Erste Liga     | 8                 | 0                 | 2                 | 2                 | 0                 | -1                | -                 | -                 | -                    | -                    | -                    | -                    |                      |                      |
| 2021-2022  | HSC Csíkszereda        | Liga Națională | 1                 | 0                 | 0                 | 0                 | 0                 | -1                | -                 | -                 | -                    | -                    | -                    | -                    |                      |                      |
| 2021-2022  | HK Sokil Kiev          | USHL           | 20                | 3                 | 13                | 16                | 12                | +5                | -                 | -                 | -                    | -                    | -                    | -                    |                      |                      |
| 2022-2023  | Metallourg Jlobine     | Ekstraliga     | 42                | 8                 | 19                | 27                | 76                | 0                 | 17                | 1                 | 5                    | 6                    | 4                    | -5                   |                      |                      |
| 2023-2024  | Metallourg Jlobine     | Ekstraliga     | Saison en cours ? | Saison en cours ? | Saison en cours ? | Saison en cours ? | Saison en cours ? | Saison en cours ? | Saison en cours ? | Saison en cours ? | Saison en cours ?    | Saison en cours ?    | Saison en cours ?    | Saison en cours ?    |                      |                      |
| Totaux LNH | Totaux LNH             | Totaux LNH     | 353               | 67                | 109               | 176               | 188               | +23               | 40                | 4                 | 11                   | 15                   | 22                   | +2                   |                      |                      |

### Statistiques en équipe nationale
| Année | Équipe               | Compétition                             |   | PJ | B | A | Pts | Pun                         |  | Résultat |
| 2003  | Biélorussie - 18 ans | Championnat du monde moins de 18 ans D1 | 6 | 2  | 0 | 2 | 4   | Huitième place              |  |          |
| 2004  | Biélorussie - 18 ans | Championnat du monde moins de 18 ans    | 6 | 1  | 3 | 4 | 8   | Neuvième place              |  |          |
| 2004  | Biélorussie - 20 ans | Championnat du monde junior D1          | 5 | 4  | 4 | 8 | 0   | 1er place de la D1 groupe B |  |          |
| 2005  | Biélorussie - 18 ans | Championnat du monde moins de 18 ans D1 | 4 | 1  | 5 | 6 | 4   | 1er place de la D1          |  |          |
| 2005  | Biélorussie - 20 ans | Championnat du monde junior             | 6 | 0  | 0 | 0 | 2   | Dixième place               |  |          |
| 2006  | Biélorussie - 20 ans | Championnat du monde junior D1          | 6 | 1  | 4 | 5 | 33  | Douzième place              |  |          |
| 2005  | Biélorussie - 20 ans | Championnat du monde junior             | 6 | 0  | 0 | 0 | 2   | Dixième place               |  |          |
| 2008  | Biélorussie          | Championnat du monde                    | 4 | 0  | 1 | 1 | 0   | Neuvième place              |  |          |
| 2010  | Biélorussie          | Jeux olympiques                         | 4 | 2  | 3 | 5 | 0   | Neuvième place              |  |          |
| 2012  | Biélorussie          | Championnat du monde                    | 3 | 1  | 1 | 2 | 2   | Quatorzième place           |  |          |
| 2014  | Biélorussie          | Championnat du monde                    | 8 | 4  | 4 | 8 | 10  | Septième place              |  |          |
| 2015  | Biélorussie          | Championnat du monde                    | 8 | 1  | 6 | 7 | 8   | Septième place              |  |          |
| 2016  | Biélorussie          | Championnat du monde                    | 7 | 0  | 2 | 2 | 4   | Douzième place              |  |          |
| 2017  | Biélorussie          | Championnat du monde                    | 6 | 0  | 2 | 2 | 6   | Treizième place             |  |          |
| 2021  | Biélorussie          | Championnat du monde                    | 5 | 0  | 2 | 2 | 2   | Quinzième place             |  |          |